# David Tournay
David Torunay (Parigi, 28 ottobre 1983) è un attore francese, noto per il ruolo di Léo Lagrange nel telefilm Summer Crush.

## Filmografia
- 2006: P.J.
- 2007: Summer Crush(Stagione 1-2-3-4-5) - Léo Lagrange

## Modello
- Foto per Hugo Boss
- Pubblicità Air France